# Biathlon aux Jeux olympiques de la jeunesse d'hiver de 2020
Navigation
2016 2024

Les six épreuves de biathlon aux Jeux olympiques de la jeunesse d'hiver de 2020 ont lieu du 11 au 15 janvier 2020 aux Tuffes dans la commune de Prémanon en France.

## Résultats

### Hommes
| Épreuve              | Or            | Or            | Argent          | Argent        | Bronze         | Bronze        |
| -------------------- | ------------- | ------------- | --------------- | ------------- | -------------- | ------------- |
| Individuel (12,5 km) | Oleg Domichek | 34 min 9 s 4  | Lukas Haslinger | 34 min 23 s 0 | Mathieu Garcia | 35 min 4 s 3  |
| Sprint (7,5 km)      | Marcin Zawół  | 19 min 23 s 8 | Denis Irodov    | 19 min 36 s 4 | Vegard Thon    | 19 min 42 s 3 |

### Femmes
| Épreuve            | Or            | Or            | Argent            | Argent        | Bronze              | Bronze        |
| ------------------ | ------------- | ------------- | ----------------- | ------------- | ------------------- | ------------- |
| Individuel (10 km) | Alena Mokhova | 32 min 26 s 7 | Jeanne Richard    | 33 min 30 s 5 | Yuliya Kavaleuskaya | 33 min 59 s 5 |
| Sprint (6 km)      | Alena Mokhova | 18 min 55 s 5 | Anastasiia Zenova | 18 min 57 s 4 | Anna Andexer        | 19 min 1 s 6  |

### Mixte
| Épreuve                            | Or                                                                  | Or                | Argent                                                            | Argent            | Bronze                                                                   | Bronze            |
| ---------------------------------- | ------------------------------------------------------------------- | ----------------- | ----------------------------------------------------------------- | ----------------- | ------------------------------------------------------------------------ | ----------------- |
| Relais simple (6 km F + 7,5 km H)  | France Jeanne Richard Mathieu Garcia                                | 42 min 3 s 5      | Italie Linda Zingerle Marco Barale                                | 42 min 23 s 0     | Suède Sara Andersson Oscar Andersson                                     | 42 min 30 s 3     |
| Relais (2 x 6 km F + 2 x 7,5 km H) | Italie Martina Trabucchi Linda Zingerle Nicolò Betemps Marco Barale | 1 h 10 min 55 s 3 | Russie Alena Mokhova Anastasiia Zenova Denis Irodov Oleg Domichek | 1 h 11 min 39 s 0 | France Fany Bertrand Léonie Jeannier Théo Guiraud-Poillot Mathieu Garcia | 1 h 12 min 23 s 9 |

## Tableau des médailles
| Rang  | Nation      | Or | Argent | Bronze | Total |
| ----- | ----------- | -- | ------ | ------ | ----- |
| 1     | Russie      | 3  | 3      | 0      | 6     |
| 2     | France      | 1  | 1      | 2      | 4     |
| 3     | Pologne     | 1  | 0      | 0      | 1     |
| 4     | Autriche    | 0  | 1      | 1      | 2     |
| 6     | Italie      | 1  | 1      | 0      | 2     |
| 6     | Biélorussie | 0  | 0      | 1      | 1     |
| 6     | Norvège     | 0  | 0      | 1      | 1     |
| 6     | Suède       | 0  | 0      | 1      | 1     |
| Total | Total       | 6  | 6      | 6      | 18    |